# 近藤太香巳
近藤 太香巳（こんどう たかみ、1967年（昭和42年）11月1日 - ）は、日本の実業家。NEXYZ.Groupの創業者・代表取締役社長。一般社団法人パッションリーダーズ代表理事。事業創造大学院大学客員教授（2019年より）。一般社団法人全国ヘルスケアサービス産業協会理事。

## 経歴

### 生い立ち
大阪府出身。大阪府立西淀川高等学校中退。
18歳のとき普通自動車免許を取得し、ローンで自動車を購入したが、六甲山を走行中にホンダ・CR-Xに公道バトルを売られ3回転スピンして廃車、納車よりわずか17時間で220万円の借金をかかえる。
そんな中、「誰にでもできる簡単な仕事、NTT関連、人生を変える価値ある仕事がここにある、平均給料40万以上」という求人広告が目にとまり、ホームテレホンの訪問販売員となる。

### 起業
19歳になった時、喫茶店を経営する父親の勧めで、大阪市天王寺区でホームテレホンの訪問販売業「日本電機通信」を創業。これが後のNEXYZ.Groupの創業スタートとなる。
その後、販売拠点を高松市に移し「日本テレックス」という社名に変更して再出発をした。高松を拠点に選んだ理由は、「都市圏より離れたエリアでの主婦層をターゲットにした為である」と語っている。
この時、新規に従業員を募集するために出した求人広告には、「誰にでもできる簡単な仕事、人生を変える価値ある仕事がここにある、給料40万以上可能」という、かつて自身が訪問販売業に飛び込むきっかけとなった思い出の文言を載せたという。

### テルミーシステムを考案
高松では、NTT電話加入権を割賦販売する商法（自称「テルミーシステム」）を考案し多額の利益を得た。
また、携帯電話の利用に電話加入権が必要であった当時、若者を携帯電話の購買層にするため、携帯電話にもこの「テルミーシステム」を応用し、初期費用無料で携帯電話を持てる店舗「テルミープラザ」を創業する。この商法により、四国・九州地域において携帯電話保有者増に努め、更なる事業拡大のため東京進出を果たす。
この時、父親の喫茶店で勤めていた男性から、東京に進出してビジネス展開しようと持ちかけられ「テルミープラザ」をスタートさせるも、結局、その男性に騙されビジネスノウハウを盗まれる形になってしまう。正式な業務契約を締結していなかったために「テルミープラザ」から退去を余儀なくされた。

### 懸賞応募リストを考案
この後、「ネクステル」という社名で、携帯電話の他との差別化となる企画をいち早く手掛け、日本で初めてX-JAPANやフェラーリの公式携帯電話、タカラと企画したリカちゃん携帯電話等を企画した。
また携帯電話や、衛星放送普及のためファミリーレストランやレンタルビデオ店などに置かれている懸賞応募用のハガキに、抽選対象の懸賞品とは別に副賞として、無料携帯電話や、衛星放送のチューナーを付加し、懸賞応募者への営業により支店を急速に拡大させた。
その実績によりソフトバンク社長孫正義の目に止まり、ブロードバンド（ADSL回線）普及のための代理店契約を締結。この時期、社名を「ネクシィーズ」と変更させている。一時期は数ある販売代理店の中でも契約獲得数が日本一になったこともある。

### ネクシィーズ上場へ
2002年3月、ナスダック・ジャパン（現ヘラクレス）に株式上場。2004年11月には東京証券取引所一部上場を果たす。
念願の東証一部上場を果たし、当時の最年少創業社長となった。
そのわずか2年後の2006年4月には、ネクシィーズを事業持株会社へ移行させた。JAPAN VENTURE AWARD 2006 経済産業大臣賞受賞。

### LED照明でエネルギー事業に参入
LED照明でエネルギー事業に参入
LED照明レンタルサービスは、「日本の電気代を下げる」をスローガンに2012年にスタートし、急速に同社のメイン事業に成長した。LED照明未導入の国内企業（約300万社）を対象とし、導入が進まない経営者の課題となっていた高額な初期導入費を一切かからなくする「初期投資オール0円」とする独自のレンタルスキームで業界No.1の地位を確立した。

## 公演・対談など
- 2024年5月8日　｢産業金融フォーラム｣に登壇。エネルギー×農業×金融　主催：株式会社日本政策投資銀行、HCアセットマネジメント株式会社　後援：株式会社日本経済新聞社　協賛：一般社団法人金融財政事情研究会、一般社団法人日本CFO協会[11]
- 2024年4月10日　ダイヤモンドオンライン「ビジネス教養としての孫正義」にて作家・井上篤夫氏と対談[12]

## 著書
- 『パッション・ナビゲーター』パジェット、1998年、ISBN 479521686X
- 『夢みることから始めよう』ダイヤモンド社、2004年、ISBN 4478732833
- 『Dreams―夢は大空へ、努力は足元へ 近藤太香巳物語』ジャイブ社
- 『日本で一番の情熱会社をつくる』ダイヤモンド社、2005年、ISBN 4478502404
- 『リーダーは背中で語れ』アーク出版、2015年、ISBN 978-4860591533